# Пламен Соколов
Пламен Петров Соколов е български лекар-ортопед, политик, кмет на Дупница в периода 1997 – 1999 г.

## Биография
Д-р Пламен Соколов е роден през 1962 година в Дупница. Избран е като независим кандидат през 1997 година за кмет на Дупница. Оформя черковния двор пред църквата „Св. Георги Победоносец“, сключва договор за строеж на Евробазар в района на ЖК „Дупница“.